# Kłoda (Mazovie)
Pour les articles homonymes, voir Kłoda.
Kłoda (prononciation : [ˈkwɔda]) est un village polonais de la gmina de Magnuszew dans le powiat de Kozienice de la voïvodie de Mazovie dans le centre-est de la Pologne.
Il se situe à environ 8 kilomètres au sud-est de Magnuszew (siège de la gmina), 17 kilomètres au nord-ouest de Kozienice (siège du powiat) et à 64 kilomètres au sud-est de Varsovie (capitale de la Pologne).
Le village possède approximativement une population de 150 habitants.

## Histoire
De 1975 à 1998, le village appartenait administrativement à la voïvodie de Radom.